# Histoire d'Isoho
 (novembre 2012).
Si vous disposez d'ouvrages ou d'articles de référence ou si vous connaissez des sites web de qualité traitant du thème abordé ici, merci de compléter l'article en donnant les références utiles à sa vérifiabilité et en les liant à la section « Notes et références ».
Histoire d'Isoho est une traduction en japonais des fables d'Ésope.
C'est une première traduction de la littérature occidentale au Japon. Elle a été traduite dans la période de sakoku. Dans la première moitié, la biographie d'Ésope, qui est l'écrivain original, est insérée. Dans la seconde partie, une partie des fables d'Ésope ont été traduites.
Certaines des fables ont été traduites directement, mais il y a aussi beaucoup de fables qui se passent dans une ville du Japon, qui ont été remplacées avec des animaux familiers pour les Japonais. Quelques morales ont été aussi adaptées à la culture et aux coutumes japonaises.

## Deux traductions
On peut trouver principalement deux types de traduction.
- Esopo no Fabulas (1593)

Traduction dans le style parlé par un missionnaire portugais, en appliquant la prononciation du japonais avec Rōmaji, destinée à introduire le japonais et la culture japonaise aux résidents étrangers. C'est l'une des premières œuvres littéraires occidentales imprimées au Japon.
- Fables d'Isoho 伊曾保物語　(1610-1660)

Traduction en ancien japonais avec Colloquialisme. Au contraire d'Esopo no Fabulas, destinée à diffuser la littérature et la culture occidentale aux Japonais. Cette traduction est accompagnée de gravures.

## Liste des principales fables
- Les Loups et les Moutons
- Le Chien qui porte de la viande
- Le Lion et l'Onagre
- Le Loup et le Héron
- Le Rat des champs et le Rat de ville
- L'Aigle et le Renard
- Le Corbeau et le Renard
- L’Âne et le Petit Chien ou le Chien et son maître
- Le Lion et le Rat reconnaissant
- L'Hirondelle et les Oiseaux